# Geophilus ibericus
Geophilus ibericus är en mångfotingart som först beskrevs av Carl Graf Attems 1952.  Geophilus ibericus ingår i släktet Geophilus och familjen storjordkrypare.
Artens utbredningsområde är Spanien. Inga underarter finns listade i Catalogue of Life.